# Tracy Kidder

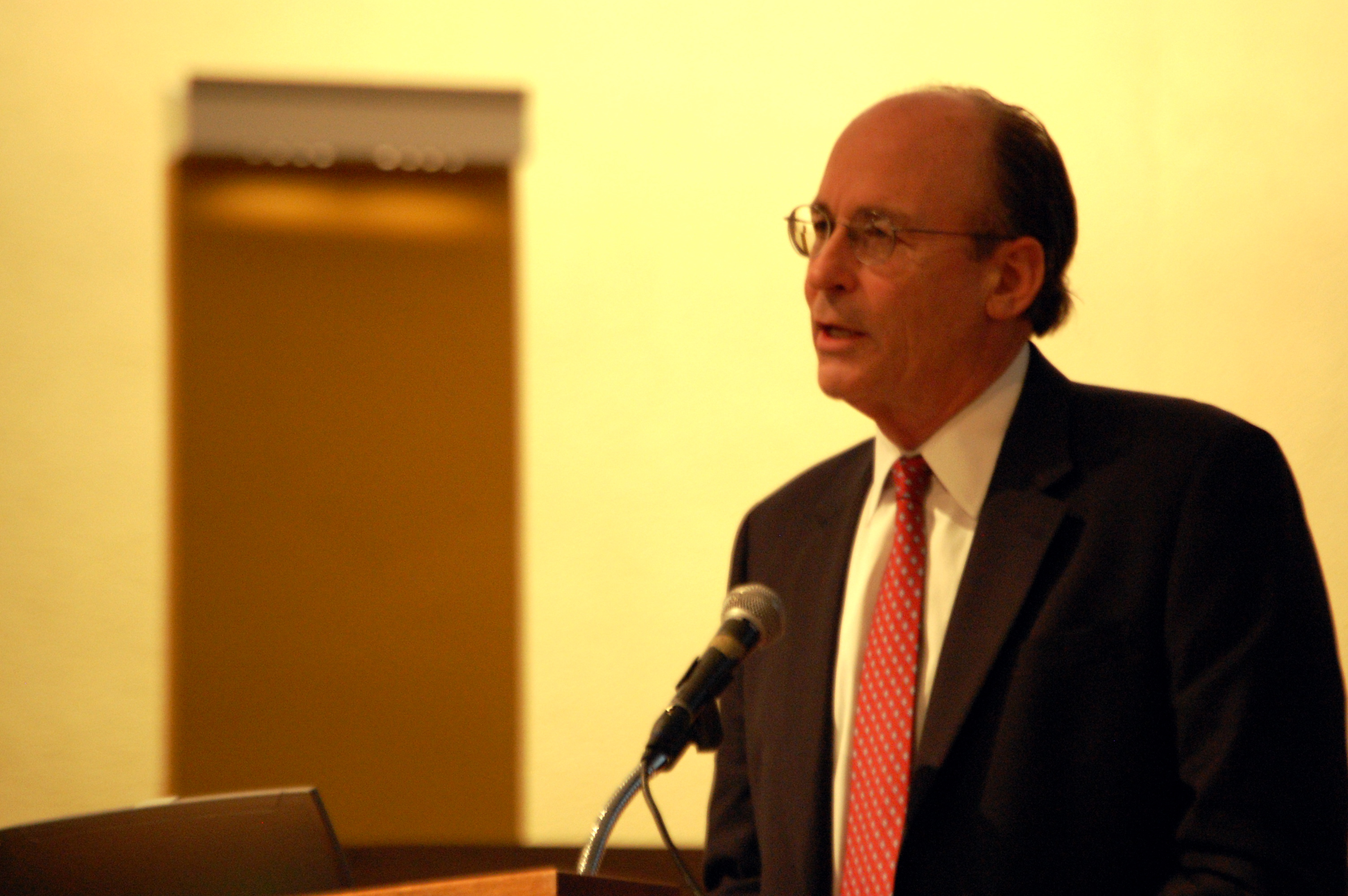
Tracy Kidder 2009

John Tracy Kidder (* 12. November 1945 in New York City) ist ein US-amerikanischer Buchautor.
Kidder studierte in Harvard, wo er 1967 seinen Bachelor-Abschluss machte. Danach war er bis 1969 als Leutnant in Vietnam und studierte anschließend kreatives Schreiben am bekannten Writers’ Workshop der Universität Iowa; er erhielt 1974 den Abschluss Master of Fine Arts. Bald darauf begann seine langjährige Arbeit für The Atlantic Monthly. Er ist verheiratet und lebt in Massachusetts.
Sein Buch Die Seele einer neuen Maschine (1981) brachte ihm 1982 den Pulitzer-Preis und den National Book Award und machte ihn weltweit bekannt. Er schildert darin die Arbeiten eines Entwicklungsteams um Tom West, das bei Data General einen neuen Minicomputer (Eclipse MV/8000, Projektname Eagle) entwickelte, der 1980 auf den Markt kam. Es gilt als Musterbeispiel einer Reportage aus der Welt der Computerindustrie.
In Mountains beyond Mountains (2003) schildert er die Anstrengungen des US-amerikanischen Mediziners und Anthropologen Paul Farmer, in Haiti ein Gesundheitssystem für die ärmere Bevölkerung aufzubauen. Kidder porträtierte ihn zunächst 2000 für The New Yorker und entwickelte daraus sein 2003 erschienenes Buch. In Strength in what remains erzählt er die Geschichte eines Überlebenden des Genozids in Rwanda, der dank privater Hilfe von US-Amerikanern in New York unterkommt, dort Medizin studiert und später in Burundi eine Klinik gründet. In Old Friends (1993) erzählt er die Geschichten und das Zusammenleben der Bewohner eines Altersheims in Northampton in Massachusetts, eine Kleinstadt, die er auch in seinem Buch Home Town (1999) schildert. Er schrieb auch Dokumentarbücher über die Erfahrungen von neuen Eigenheimbesitzern (The House, 1985, dt. Das Haus) und über die Erfahrungen einer Schullehrerin in Massachusetts (Among Schoolchildren, 1989), das den Robert F. Kennedy Book Award erhielt. Seine Vietnam-Erfahrungen schildert er in My Detachment.

## Werke
- Die Seele einer neuen Maschine (The Soul of a New Machine), Birkhäuser, Basel [u. a.] 1982, ISBN 3-7643-1341-2, Rowohlt Taschenbuch 1984
- Das Haus, Rowohlt, Reinbek bei Hamburg 1987, ISBN 3-498-03448-0.
- Old Friends 1993
- Among Schoolchildren, Avon Books, 1990, ISBN 0-380-71089-7 (englisch)
- Home Town, Random House, 1999, ISBN 0-671-78521-4 (englisch)
- Mountains Beyond Mountains: Healing the World: The Quest of Dr. Paul Farmer, Random House, 2003, ISBN 0-375-50616-0 (englisch)
- My Detachment - a memoir, Random House 2004
- Mein Weg nach Amahoro, München, Kailash Verlag 2010, ISBN 978-3-424-63029-9  (englisches Original: Strength in What Remains, Random House 2009)